# Leta Semadeni
Leta Semadeni (* 26. Oktober 1944 in Scuol im Unterengadin) ist eine Schweizer Poetin und Erzählerin, die zweisprachig in Vallader und auf Deutsch schreibt und publiziert. Sie lebt in Lavin und gilt als eine der renommiertesten Vertreterinnen der rätoromanischen und deutschsprachigen Lyrik und Erzählkunst der Gegenwart. Sie wurde mit dem Schweizer Grand Prix Literatur ausgezeichnet, weil "ihre vielgestaltige Schreibarbeit (...) die rätoromanische, die deutschsprachige und die Schweizer Literatur" bereichert. Eine Besonderheit ihres lyrischen Werks ist die durchgehende Bilingualität, bei der jede Sprache zu ihrem gleichgewichtigen Recht kommt: sie bewegt sich «zwischen beiden Idiomen ohne Berührungsangst».

## Leben
Leta Semadeni wuchs in Scuol als zweites von vier Geschwistern auf. Ihr Vater war der Sekundarschullehrer, Schriftsteller, Theaterregisseur und Dramatiker Jon Semadeni. Die Maturitätsreife erlangte sie am Hochalpinen Töchterinstitut in Ftan, danach begann sie ein Studium der Germanistik an der Universität Zürich, welches sie mit dem Sekundarlehrerpatent abschloss.
Als Lehrerin insbesondere philologischer Fächer unterrichtete sie sieben Jahre an der Jüdischen Schule in Zürich und anschliessend 22 Jahre am Lyceum Alpinum Zuoz. Bei Radio e Televisiun Rumantscha arbeitete sie parallel zur Lehrtätigkeit in der Sendung Il balcun tort (deutsch: «Der Erker») und bei Radio DRS als freie Mitarbeiterin.
2005 kündigte sie ihre Stelle als Lehrerin, seither widmet sie sich gänzlich der Schriftstellerei. Sie wurde 2016 mit einem der mit 25.000 Franken dotierten Schweizer Literaturpreise ausgezeichnet. 2023 erhielt sie vom Bundesamt für Kultur den Grand Prix Literatur zugesprochen.
Seit Sommer 2022 befindet sich ihr literarischer Vorlass im Schweizerischen Literaturarchiv in Bern.

## Auszeichnungen
- 2011: Bündner Literaturpreis. Am 9. Februar in der Kantonsbibliothek Graubünden in Chur überreicht.[5]
- 2011: Schillerpreis der Schweizerischen Schillerstiftung, für In mia vita da vuolp/In meinem Leben als Fuchs und für ihr lyrisches Gesamtwerk. Preisübergabe anlässlich der Eröffnung der Solothurner Literaturtage am 2. Juni 2011.[6]
- 2016: Schweizer Literaturpreis, für ihr auf Deutsch geschriebenes Prosawerk Tamangur.[7]
- 2020: Josef-Guggenmos-Preis für Kinderlyrik für Tulpen / Tulipanas
- 2023: Schweizer Grand Prix Literatur[8]

## Werke
- Chamin, Kinderbuch, Lia Rumantscha 1982, ISBN 3-906680-01-0 (Rätoromanisch: vallader/sursilvan)
- Monolog per Anastasia / Monolog für Anastasia. Poesias / Gedichte. Nimrod, Zürich 2001, ISBN 3-907139-67-4. (rätoromanisch / deutsch)
- Poesias da chadafö / Küchengedichte. Poesias / Gedichte. Uniun dals Grischs, Celerina/Schlarigna 2006, ISBN 3-908611-29-6. (rätoromanisch / deutsch)
- Tigrin: l’istorgia d’ün giat engiadinais / Tigerli (Tigerchen): Die Geschichte eines Engadinerkaters. Kinder- und Jugendbuch. Uniun dals Grischs, Celerina/Schlarigna 2007, ISBN 3-908611-31-8. (rätoromanisch / deutsch)
- In mia vita da vuolp / In meinem Leben als Fuchs. Poesias / Gedichte. (Vorwort von Esther Krättli; Nachwort von Angelika Overath.) Chasa Editura Rumantscha, Chur 2010, ISBN 978-3-905956-01-6. (rätoromanisch / deutsch)
- Raz. M. Wallimann, Alpnach 2011, ISBN 978-3-905969-04-7. (rätoromanisch / deutsch)
- Tamangur. Roman. Rotpunktverlag, Zürich 2015, ISBN 978-3-85869-641-0 und 2019, ISBN 978-3-85869-842-1.
- Tulpen / Tulipanas; Illustration Madlaina Janett. Zürich 2019, ISBN 978-3-7269-0185-1. (deutsch / rätoromanisch)
- Amur, großer Fluss. Roman. Atlantis, Zürich 2022, ISBN 978-3-7152-5002-1.
- Ich bin doch auch ein Tier / Eu sun bain eir sco Tü. Gesammelte Gedichte. Atlantis, Zürich 2022, ISBN 978-3-7152-5013-7. (deutsch / rätoromanisch)

Von Efisio Contini, Dodo Hug und Martin Derungs und Beat Furrer wurden Gedichte von Leta Semadeni vertont und auf Musikalben veröffentlicht.